# Lasiocampa
Lasiocampa és un gènere de papallones nocturnes de la família Lasiocampidae, subfamília Lasiocampinae i tribu Lasiocampini.

## Sistemàtica
- El gènere Lasiocampa va ser descrit per l'entomòleg alemany Franz von Paula Schrank en 1802.[1]
- L'espècie tipus pel gènere és Lasiocampa quercus (Linnaeus, 1758)

### Sinonímia
- Pachygastria Hübner, 1820[2]
- Ireocampa Rambur, 1858[3]
- Lambessa Staudinger, 1901[4]

## Llista d'espècies
- Lasiocampa datini (Mabille, 1888)
- Lasiocampa eversmanni (Eversmann, 1843).
- Lasiocampa grandis (Rogenhofer, 1891).
- Lasiocampa nana Staudinger, 1887.
- Lasiocampa piontkovskii Sheljuzhko, 1943.
- Lasiocampa quercus (Linnaeus, 1758)
- Lasiocampa serrula (Guenée, 1858).
- Lasiocampa staudingeri (Baker, 1885)
- Lasiocampa trifolii (Denis et Shiffermüller, 1775)

## Galeria

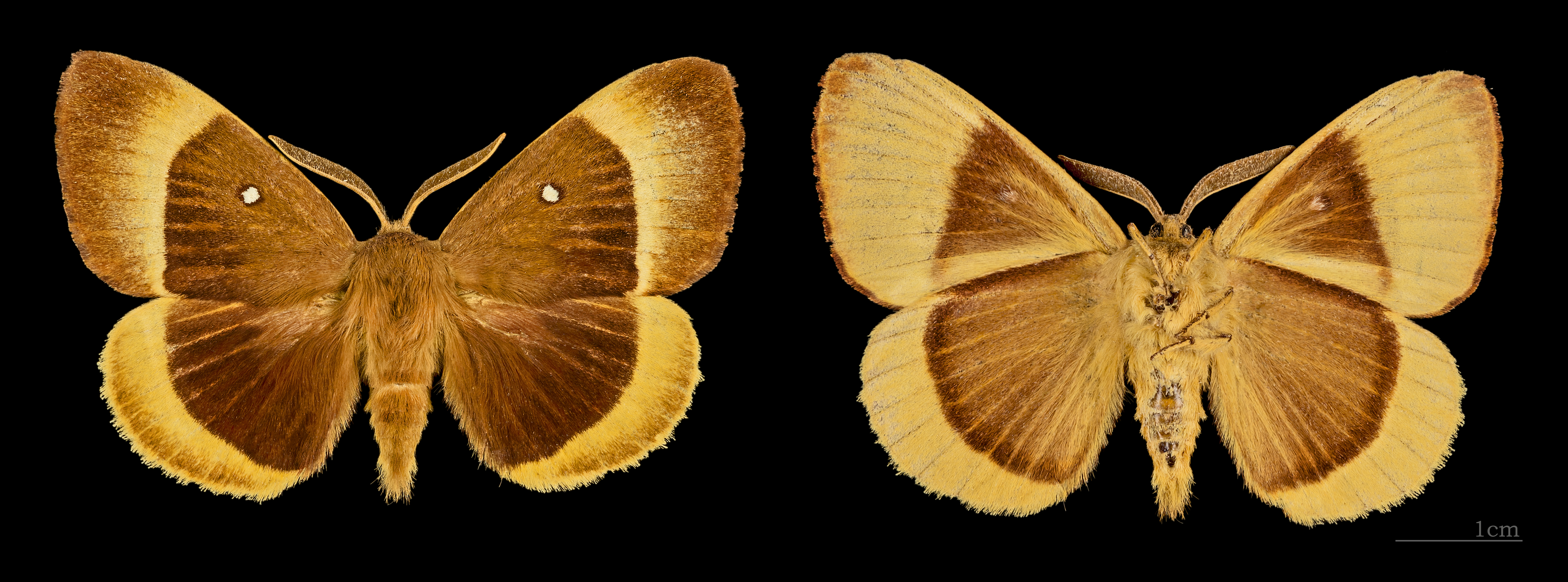
Lasiocampa quercus
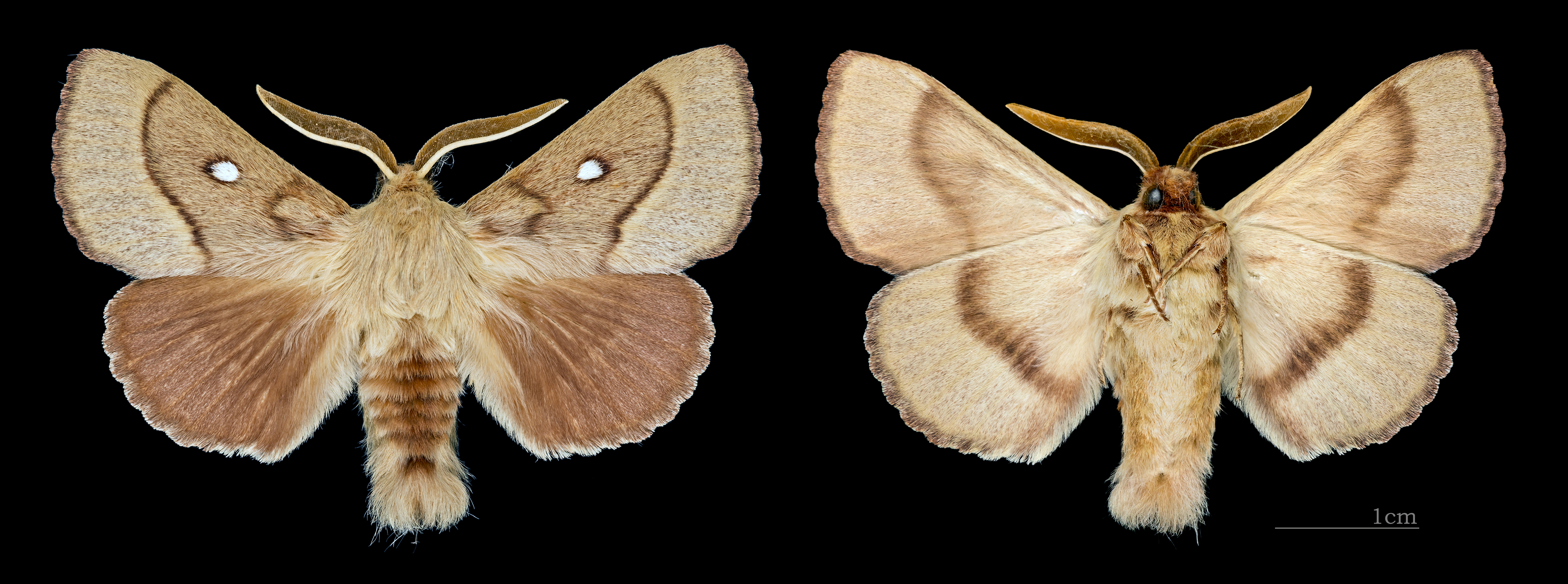
Lasiocampa trifolii